# Хацун Намхе Лекпа Г'ялцен
Хацун Намхе Лекпа Г'ялцен (тиб. ནམ་མཁའ་ལེགས་པའི་རྒྱལ་མཚན; 1305– 1343) — 12-й сак'я-трицзін (настоятель-правитель) школи Сак'я і 2-й данса-ченпо Тибету у 1323—1342 роках. Відомий також як Намхе Лекпа.

## Життєпис
Походив з аристократичного роду Чжамьянгон з клану Кхен. Син Санпопала, сак'я-трицзін (настоятеля) школи Сак'я і данса-ченпо (старшого теократичного очільника) Тибету, й Мачіг Йон Дагмо. 1323 року тибетські володіння були розділені між Намхе Лекпа та його 11 братами. Він отримав ладран (резиденцію) Чжітон й титул данса-ченпо. В цьому статусі 1325 року визнаний юаньським імператором Єсун-Темуром, відякого отримав титулгуанді-гоші та печатку.
Його політичні та адміністративні повноваження були досить обмеженими. Він рідко згадується в літописах. Брати данси-ченпо фактично стали напівнезалежними теократичними панами. Також неабиякий вплив отримав брат Хацун Намхе Лекпа Г'ялцена — Дампа Сонам Г'ялчен, що став бейлан-ваном (на кшталт віцекороля) Кхама, Амдо і У-Цанга.
У 1327 року виник конфлікт з понченом (цивільним адміністратором)) Одзер Сенге, який вдалося залагодити завдяки посередництву Рангджунг Дордже, 3-го кармапи школи Карма Каг'ю. Водночас тимпони (темники) ставали все більш самостійними, набуваючи військової потуги.
1335 року імператор Тоґон-Темур посилив цивільний контроль над Тибетом. Юаньські чиновники провели перевірку та перегляд перепису та оподаткування, але їхня присутність викликала велике невдоволення населення. Невдовзі тимпон Чанчуб Г'ялцен почав спротив правлінню школи Сакя, спираючись на монастирі школи Карма Каг'ю.
1337 року війська делійського султана Мухаммада бін Туґлака спробували захопити південнозахідний Тибет. Але ці війська дійшли до Кумаона, де були розбиті. Решту знищила негода.
1341 року проти Хацун Намхе Лекпа Г'ялцен повстав брат Джам'ян Донйо Г'ялцен, данса Рінченану, який завдав поразки загонав Намхе Лекпа, якого 1342 року змусив передати собі посаду данси-ченпо.
Решту життя мешкав в ладрані Чжітон, де помер 1343 року.